# Andrea Lattanzi
Andrea Lattanzi (Roma, 31 luglio 1992) è un attore e musicista italiano.

## Biografia
Nel 2012 inizia a studiare recitazione partendo per gli Stati Uniti dove frequenta un seminario di formazione presso la New York Film Academy. Nel 2017 ottiene il suo primo ruolo di protagonista nel film Manuel, diretto dal regista Dario Albertini. Per tale ruolo vince il premio per gli esordienti dell’anno Nastro d'argento “Guglielmo Biraghi”, assegnato dai giornalisti; vince anche (ex aequo) il premio del pubblico “Beppe Ciavatta”, del Bobbio Film Festival. Ottiene infine il premio “Prix Jean Carmet” (consegnato da Caterine Deneuve) come miglior attore protagonista al Festival Premiers Plans D’Angers.
Partecipa successivamente al film Sulla mia pelle, diretto da Alessio Cremonini e incentrato sulla nota vicenda dell'omicidio di Stefano Cucchi. Nel 2020 partecipa al film Palazzo di Giustizia opera prima di Chiara Bellosi. Nello stesso anno recita in uno dei ruoli principali del film Letto numero 6, presentato nella sezione horror al Torino Film Festival. A partire dal 2020 recita in qualità di co-protagonista in Summertime, serie TV prodotta da Netflix. Il suo ruolo viene riconfermato per le altre due stagioni della serie, rese disponibile su Netflix rispettivamente nel 2021 e nel 2022.
Nel 2021 recita da protagonista nel film La svolta, distribuito su Netflix a partire dall'anno successivo.

## Filmografia

### Cinema
- Attesa e cambiamenti, regia di Sergio Colabona (2016)
- Manuel, regia di Dario Albertini (2017)
- Sulla mia pelle, regia di Alessio Cremonini (2018)
- Letto numero 6, regia di Milena Cocozza (2019)
- Palazzo di giustizia, regia di Chiara Bellosi (2020)
- La svolta, regia di Riccardo Antonaroli (2021)
- Grazie ragazzi, regia di Riccardo Milani (2023)
- Io e il Secco, regia di  Gianluca Santoni (2024)
- Animali Randagi, regia di Maria Tilli (2024)

### Cortometraggi
- Fruscìo, regia di Riccardo Federico (2016)
- Indimenticabile, regia di Gianluca Santoni (2019)

### Televisione
- Summertime – serie TV, 24 episodi (2020-2022)

## Discografia
Singoli
- 2020: Medusa[10]
- 2021: Caro amico[10]
- 2022: Madre[11]
- 2022: Fenice (insieme a NoSaintz)[12]
- 2022: Sarà[13]